# 皇建 (西夏)
皇建（こうけん）は、西夏の襄宗の治世で用いられた元号。1210年 - 1211年旧8月。

## 西暦・干支との対照表
| 皇建 | 元年   | 2年    |
| 西暦 | 1210年 | 1211年 |
| 干支 | 庚午   | 辛未   |